# Milan Obrenović II.
Milan Obrenović II. (srbsky Milan Obrenović, Милан Обреновић) byl mezi 25. červnem 1839 a 5. července 1839 srbským knížetem.
Nejstarší syn a dědic knížete Miloše Obrenoviće I. trpěl od dětství vážnou plicní chorobou. Jeho otec Miloš Obrenović abdikoval 13. června 1839 v jeho prospěch a na trůn byl Milan Obrenović nastolen 25. června, v té době byl však již smrtelně chorý. Vzhledem k tomu, že „vládl“ jen několik dní, nebyly jeho jménem vydány žádné zákony ani veřejné doklady. Po jeho brzké smrti se novým knížetem stal jeho bratr Mihailo jako Michal Obrenović III.